# Малая Тростянка (Смоленская область)
Малая Тростянка — деревня в Починковском районе Смоленской области России. Входит в состав Княжинского сельского поселения. Население — 7 жителей (2007 год).
Расположена в центральной части области в 15 км к юго-западу от Починка, в 13 км западнее автодороги А141 Орёл — Витебск, на берегу реки Моськовки. В 17 км восточнее деревни расположена железнодорожная станция Энгельгардтовская на линии Смоленск — Рославль.

## История
В годы Великой Отечественной войны деревня была оккупирована гитлеровскими войсками в июле 1941 года, освобождена в сентябре 1943 года.
На карте РККА 1924—1926 года обозначена как 5-я Тростянка. На послевоенных картах уже как Малая Тростянка.